# 直方線

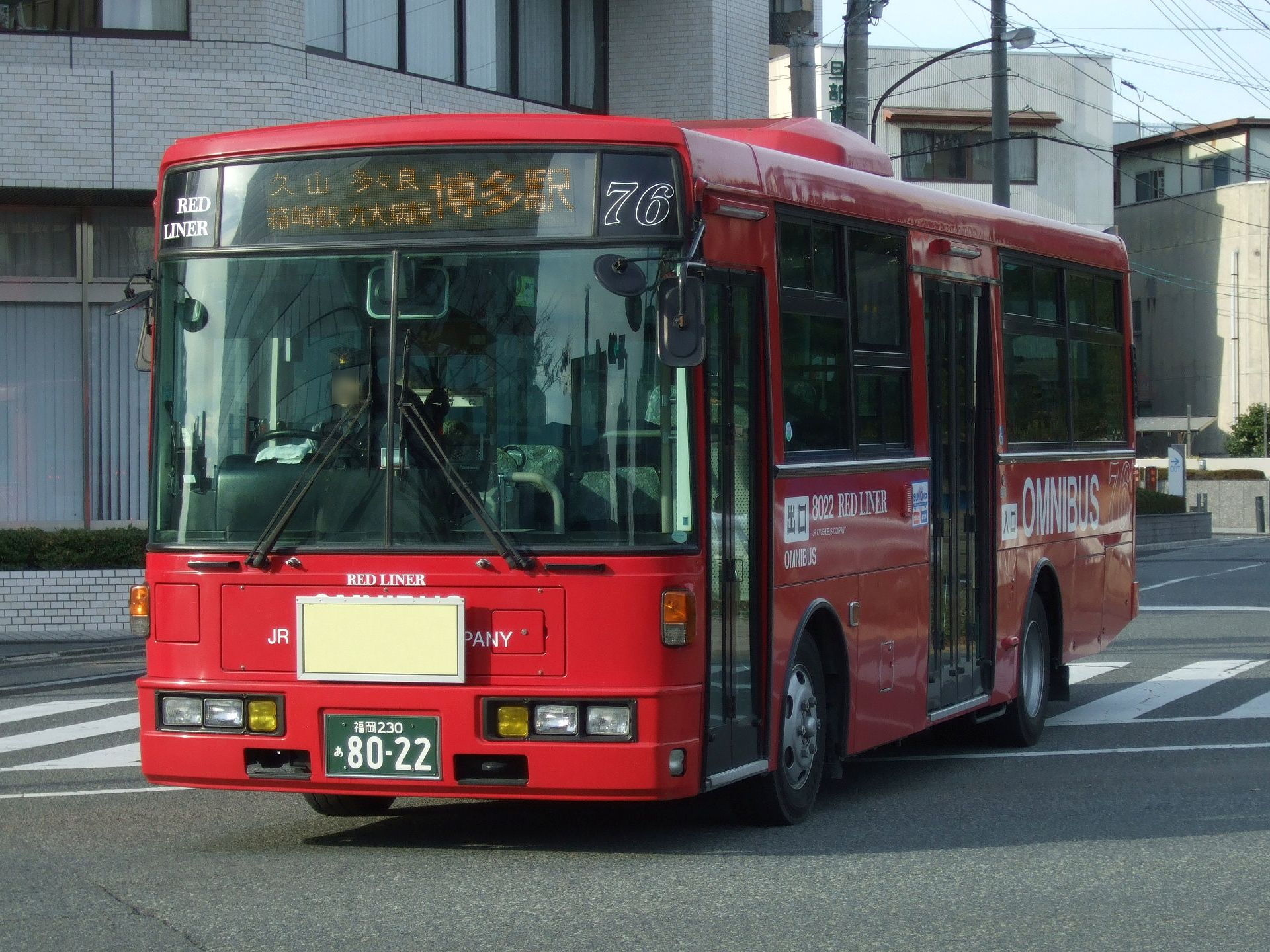
直方線 338-0922

直方線（のおがたせん）は、JR九州バスが運行する自動車路線である。設定当初は鉄道省→日本国有鉄道（国鉄バス）が運営したが、1987年4月1日の国鉄分割民営化にともない九州旅客鉄道（JR九州）に継承され、2001年7月1日にバス事業分社化にともない設立された子会社ジェイアール九州バス（2012年7月1日に現名称に改称）に譲渡された。
本項では、運行を担当する博多支店（はかたしてん）と、路線の中間拠点として機能していた自動車駅である宮田町駅（みやたまちえき）・福丸駅（ふくまるえき）についても記述する。

## 概説
本路線は、1943年2月に直方と福間、福丸と筑前脇田、宮田町と新飯塚、博多と中久原間の合計58kmの運行を開始したのが始まりである。鉄道では遠回りとなる直方などの産炭地と博多を結ぶ路線で、鉄道線の短絡という使命を有するとともに、戦時中の産炭地における輸送の確保という軍事的な目的があったといわれている。
終戦後も、鉄道が石炭輸送中心であったことから、旅客輸送は本路線が一定の役割を果たすことになった。これは鉄道線の代行という使命といえ、1968年の篠栗線開通後も筑豊地区と博多を結ぶ幹線バス路線として運行され続け、1984年時点でも直方と博多を結ぶ直通便が14往復設定されていた。その一方で、1970年代以降は採算性の悪い支線については休廃止された。
国鉄末期の1986年11月からは、九州自動車道経由で直方と博多を結ぶ路線の運行を開始したが、その後撤退している。また、一部区間において都市高速道路を経由する運行系統も一時期存在したが、こちらも廃止となっており、2008年現在は全て一般道のみを走行する運行系統となっている。
本路線は、地域間幹線系統として、国・福岡県・沿線自治体の補助を受けて運行する。

### 料金の支払い方法
2019年4月現在、現金及び回数券・IC乗車券が使用可能である。
2013年4月1日より、宮若市コミュニティバスを除く直方線の全路線においてIC乗車券nimocaを導入した。相互利用により、SUGOCAやはやかけんなども利用可能。入れ替わりに回数券「ミックス回数券」は2013年3月31日で発売を終了した。

## 路線一覧
宮田町駅・福丸駅は自動車駅だったがのちに停留所化された。いずれも停留所化当時は駅舎がそのまま待合室として使用されていたが、のちに解体撤去された。福丸では簡易な施設が設置されている。宮田町は「宮田」に改称されたのち、2021年9月に駅舎が解体された。

### 現行路線
- 直方本線
  - 直方駅 - 鞍手高校 - 鴨生田公園 - 宮田 - 福丸 - 脇田温泉 - 山の神 - 久山 - 深井 - 筑前蒲田 - 山の鼻 - 筑前土井 - 箱崎駅西口 - 九大病院・県庁前 - 千代町 - 博多駅（博多バスターミナル）
※彼岸やお盆など、お墓参りのシーズンになると、糟屋郡久山町にある「西日本霊園　東部墓地公園」行きの臨時バスが出ている(西日本霊園支線)。このシーズン以外は、「山の神」で降車すれば、西日本霊園に一番近い（徒歩で10~15分ほど）
  - 山の鼻 - 蒲田団地(蒲田団地支線)

- イオンモール福津循環線

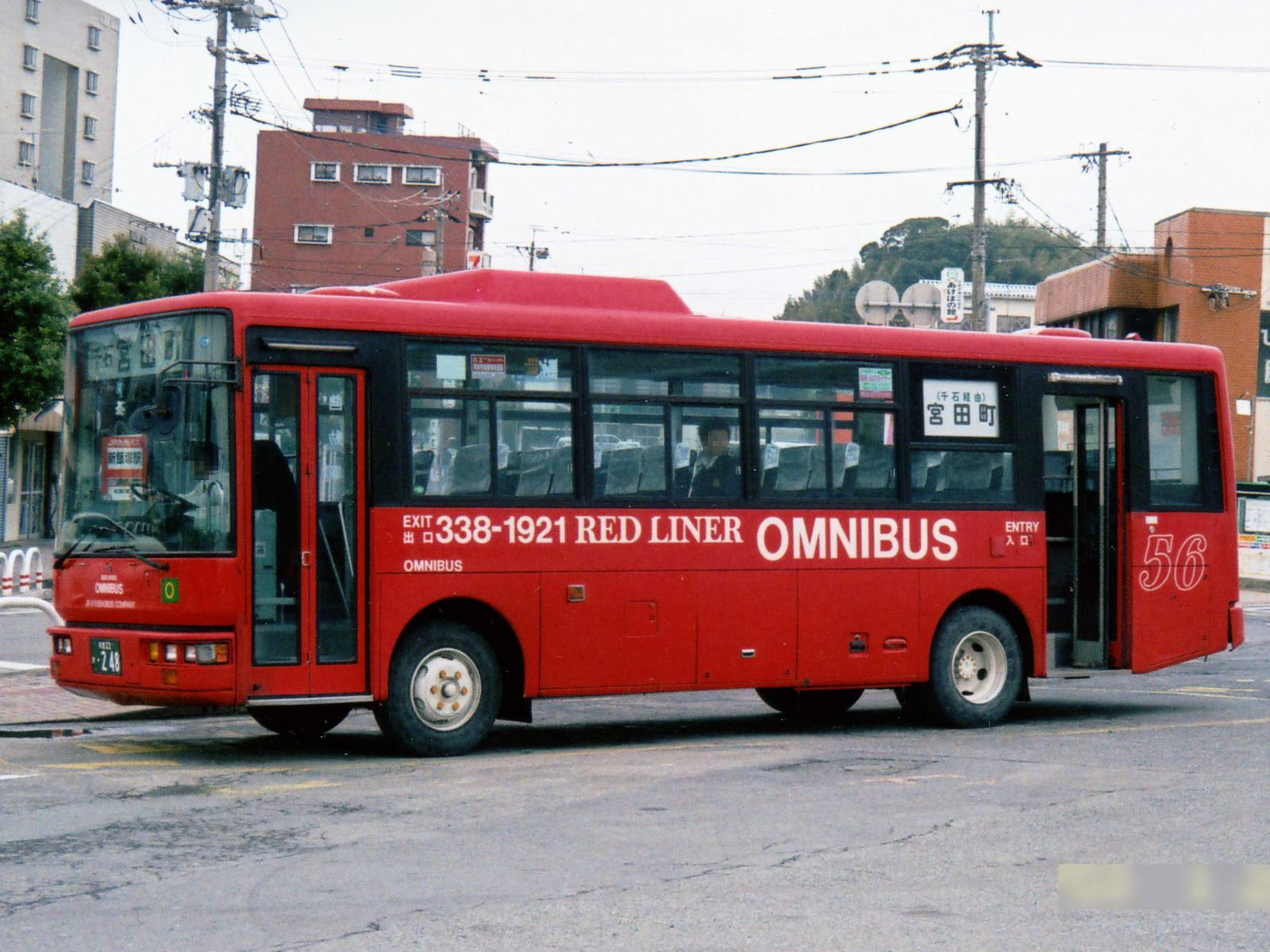
飯塚線 338-1921

  - 福間駅さいごう口 - 四角 - 水光会総合病院前 - イオンモール福津 - 福間駅南1丁目 - 福間南小学校西 - 福間駅さいごう口

#### 運行地域
すべて福岡県。
- 直方市
- 宮若市
- 福岡市東区・博多区
- 糟屋郡久山町・粕屋町
- 福津市

### 主な廃止路線・系統
- 直方本線

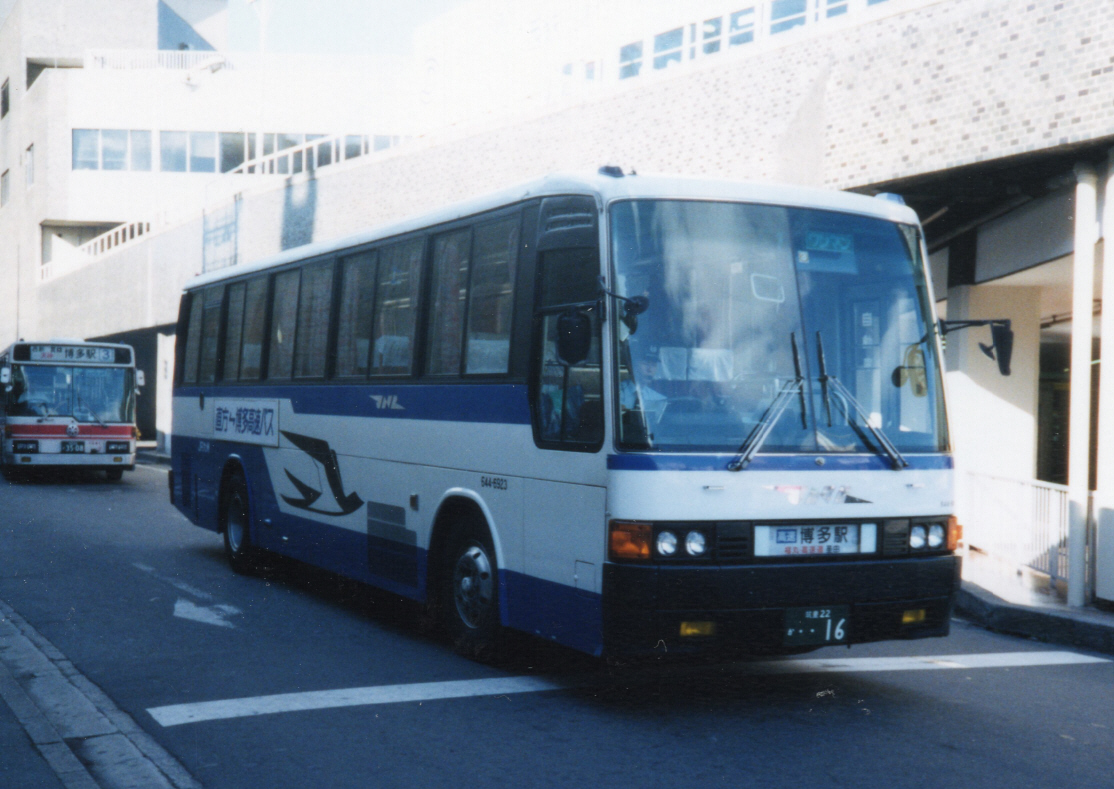

  - 直方駅 - 宮田町駅 - 福丸駅 - （若宮IC - 九州自動車道 - 福岡IC） - 博多駅
1986年11月より運行開始した高速道路経由の路線である[9]。西鉄との共同運行により各社1日3往復の計6往復で運行され、当初は利用は順調であった[9]。しかしながら、その後利用は伸びず、1993年には平日1.5往復（直方発博多行き2本、博多発直方行き1本）・休日1往復に減便となり、西鉄も撤退しJR九州による単独運行となった[10]。利用の増加が見込まれないことから、1996年3月に廃止となった。
  - 山の神 - 久山 - 深井 - 山の鼻 - 筑前土井 - （福岡都市高速道路） - 博多駅
  - 直方駅 - 二字町 - 鴨生田公園
  - 宮田町駅 - 室木駅 - 鞍手局 - 鞍手駅
  - 宮田町駅 - 小竹駅
  - 福丸 - 中有木 - 筑前山崎
  - 福丸 - 筑前下 - 筑前日吉
  - 福丸 - 清水口 - 乙野 - 福丸
  - 東久原 - 篠栗駅
  - 山の神 - 猪野（うち山の神 - 西日本霊園間は現在も臨時運行）
  - 久山 - 東久原
  - 深井 - トリアス久山

- 上野線
  - 直方駅 - 筑前上境 - 原田町 - 上野峡
  - 溝堀三丁目 - 藤棚 - 武谷
  - 筑前上境 - 内ヶ磯
2006年4月をもって西鉄バス筑豊に運行移管。その後永満寺 - 内ケ磯間は廃止。
  - 原田町 - 赤池駅
- 福間線
  - 福丸 - 原の前 - 筑前本木 - 福間駅
  - 福間駅 - 福間中学校
  - 福間駅 - 粟島神社
  - 筑前本木 - 八並公民館
  - 原の前 - 筑前畑
- 飯塚線
  - 宮田 - 庄司本村 - 幸袋中 - 新飯塚駅
  - 庄司本村 - 自衛隊前 - 健康の森公園 - 幸袋中

## 主な自動車駅

### 直方駅

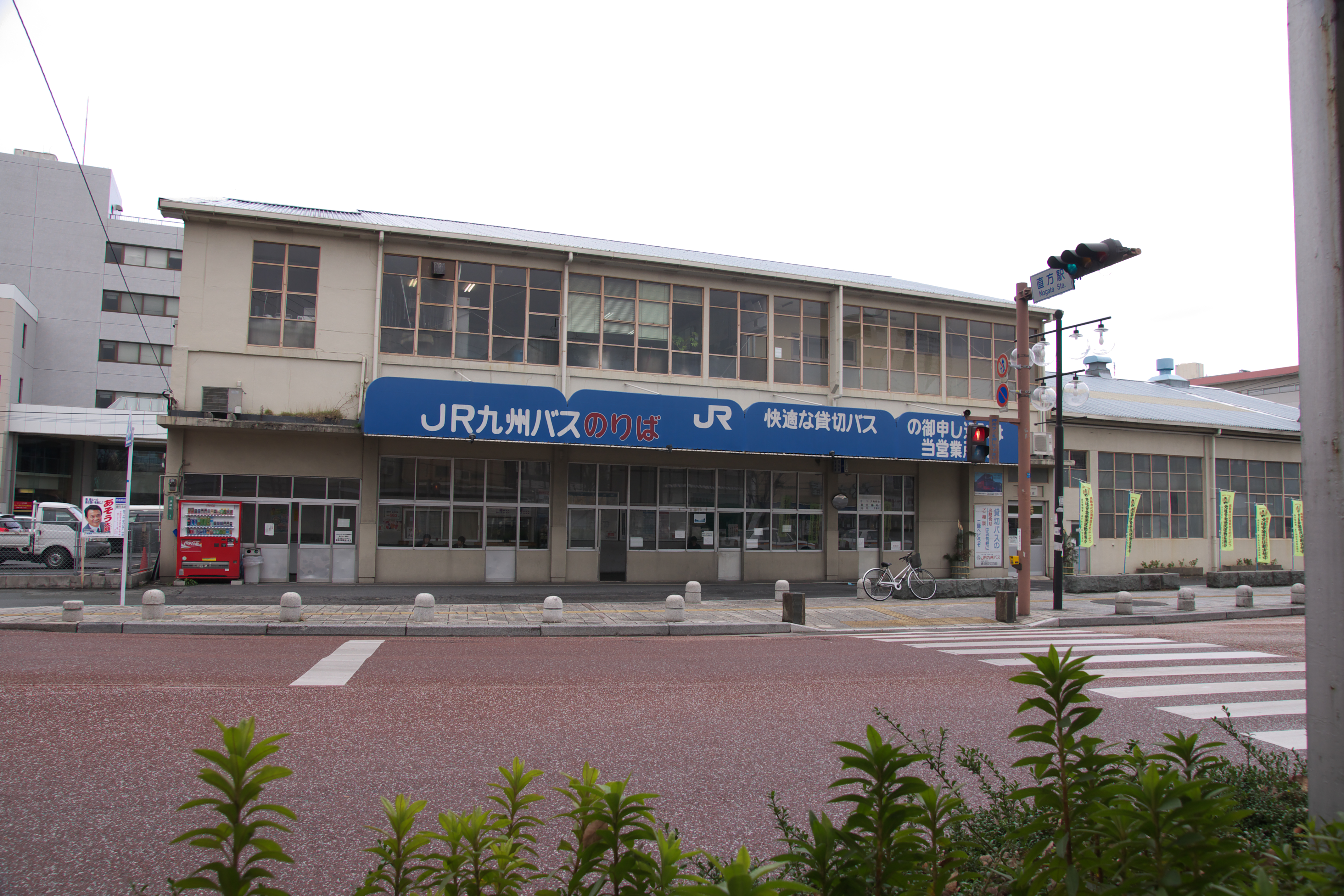
旧 JRバス直方駅

所在地は直方市須崎町1番22号。直方自動車営業所（のちのJR九州バス直方支店）と併設され、発券窓口を有していたが、その後窓口営業は廃止された。鉄道の直方駅と別の駅舎を持ち、JR直方駅を出て左前方に位置していた。加えて西鉄直方バスセンターとも150mほど離れていた。直方地区土地区画整理事業に伴い直方支店は2010年5月31日をもって閉鎖、2010年6月1日付けで福丸車庫用地に新築移転し「福岡中部支店」となった。なお、建物の一角は西日本新聞の販売店「エリアセンター」となっていた。
その後、自動車駅は旧直方支店とともに解体撤去され、しばらくは隣接する駐車場用地にプレハブの待合室を置いた停留所を設置していたが、区画整理事業の進捗に伴い2011年9月17日より西鉄バスと同様に西鉄直方バスセンターで乗車扱いを、旧JRバス乗り場の真向かいで降車扱いを行うようになったのち、2014年2月1日より乗車位置をJR直方駅前ロータリーに再変更した

### 宮田町駅

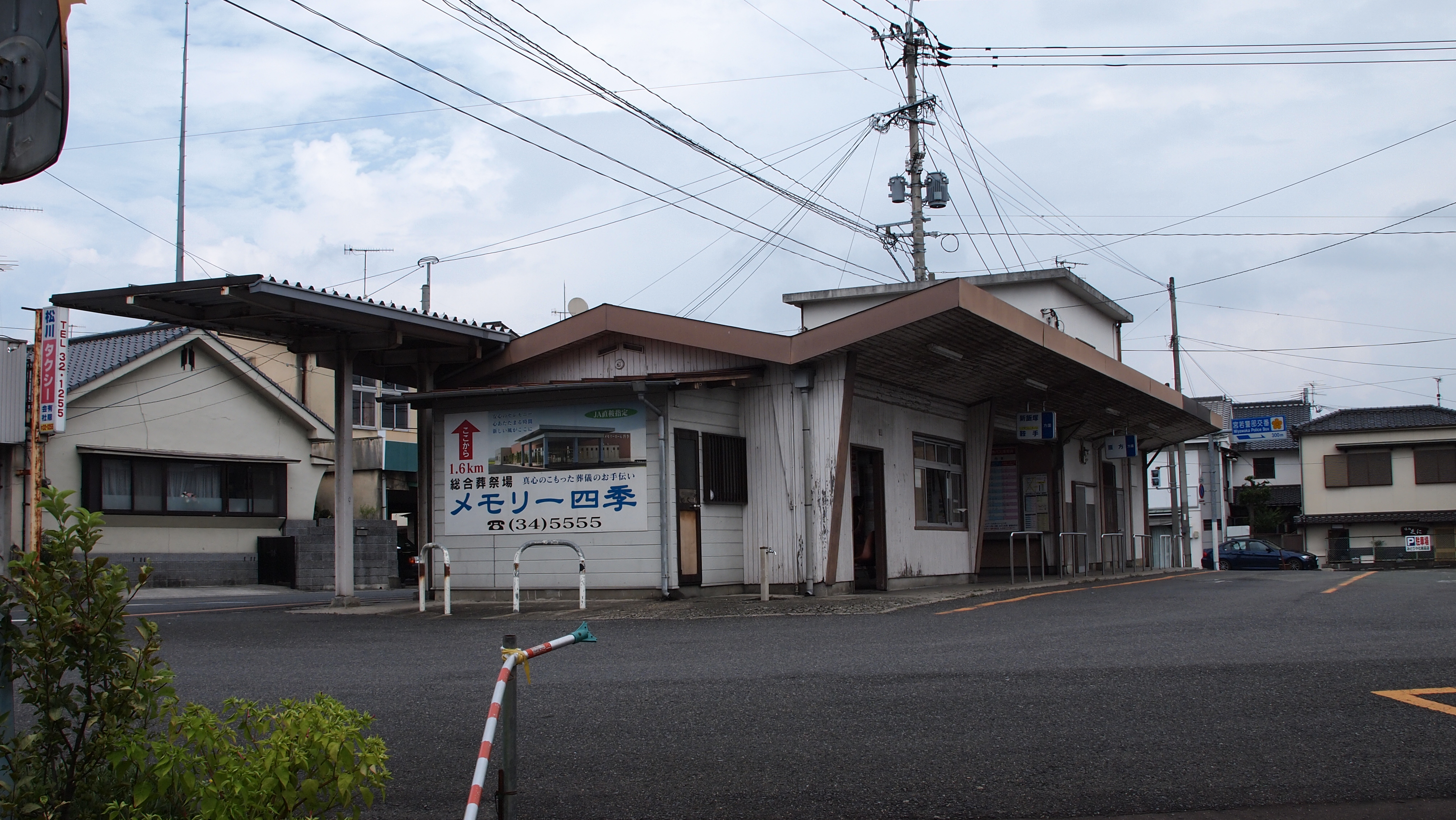
JR九州バス宮田町駅

福岡県宮若市太蔵にある自動車駅（バスターミナル）である。発券窓口のほかに売店も設置されていたが、その後窓口・売店とも営業廃止となった。
旧宮田町における国鉄の鉄道線は宮田線が存在したが、貨物輸送主体であったことから事実上、宮田町の主要交通機関として機能していた。また、宮脇俊三が宮田線に乗車した際に、タクシー運転手に「宮田の駅まで」と行き先を告げたところ、筑前宮田駅ではなく宮田町駅に最初に連れて行かれたというエピソードもあり、事実上宮田町の中心駅として位置づけられていた。
旧筑前宮田駅の約800m北側にあり、旧筑前宮田駅から当駅の周辺部までが宮若市の中心市街地となっている。
JTB時刻表では当駅を宮若市の中心駅としている。
2008年の改正時「宮田」に改称。
老朽化に伴い2021年9月3日より解体、プレハブの仮待合所による運用が開始された。

### 福丸駅

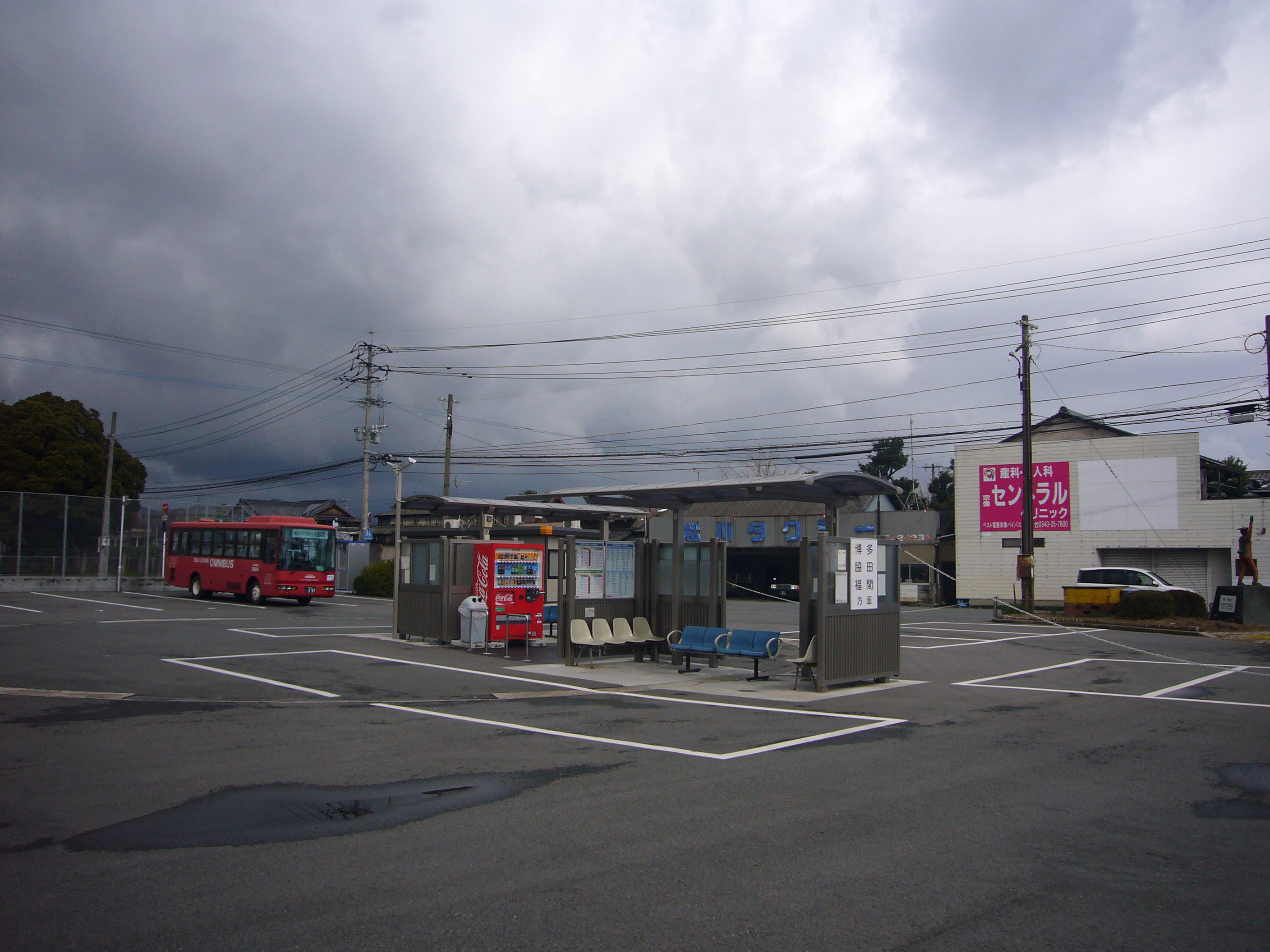
JR九州バス福丸駅

福岡県宮若市福丸にある自動車駅（バスターミナル）である。2009年までは円形の駅舎があった。発券窓口もあったが、末期には窓口営業は廃止となった。2009年に駅舎が解体され、駅舎跡地にバス停車スペースと椅子、簡易な上屋が設置された。駅舎解体後も従前と同様、当駅に停車するJRバス全便が敷地内に一度入って旅客取扱を行っている。また、宮若市乗合バスも敷地内に発着する。バス待合時に雨風をしのげる施設の要望があったことを受け、2015年7月に宮若市が当駅敷地内にベンチや多目的トイレなどのある施設「福丸交流スペース」を設置し、待合室としての利用も可能である。
旧若宮町の中心駅として位置づけられており、周辺は旧若宮町の中心市街地となっている。また、当駅のはす向かいに若宮町役場があった。その跡地は総合支所機能を併設する若宮コミュニティセンター （住所宮若市福丸272-1）となっている。

## 担当営業所
1943年2月に本路線の運行を開始した際に、直方自動車区・博多支区・福丸派出所が開設された。
1958年3月10日に関門急行線の運行が開始された際には、本営業所も3往復を担当している。関門急行線は1978年10月に運行休止となり、その後1986年に九州自動車道経由の運行系統が新設されるまでは一般路線の運行のみを担当していた。
国鉄時代、博多支所は直方自動車営業所の支所扱いであったが、分割民営化後の1988年に自動車営業所に格上げされた。1989年以降は高速バスへの参入に伴い、福岡地区での高速バス運行拠点となっている。一方、直方支店は、高速道路経由便の休止後は再び一般路線のみを担当する営業所となっている。なお、福丸支所は、1988年に福丸自動車営業所に格上げされたが、1999年に直方自動車営業所に統合され、福丸車庫となった。
バス事業の分社化後、支店制度の採用により直方支店・博多支店となった。その後、2010年6月1日、土地区画整理事業に伴い直方支店を福丸車庫用地に移転、「福岡中部支店」となった。
2022年1月15日、福岡中部支店は博多支店に統合され、再び福丸車庫となった。

## 車両
博多支店の一般路線車が使用される。
かつては貸切用途も考慮した前扉のみのリクライニングシート装備車や、前後扉車（後輪より後方の最後部付近に後扉を設置）、他社から移籍した3扉車なども使用されていたが、現在は全て前中2扉車にて運行されている。また、上記のように、2022年に福岡中部支店が統合されたことにより、筑豊ナンバーの車両が姿を消し全車が福岡ナンバーとなっている。

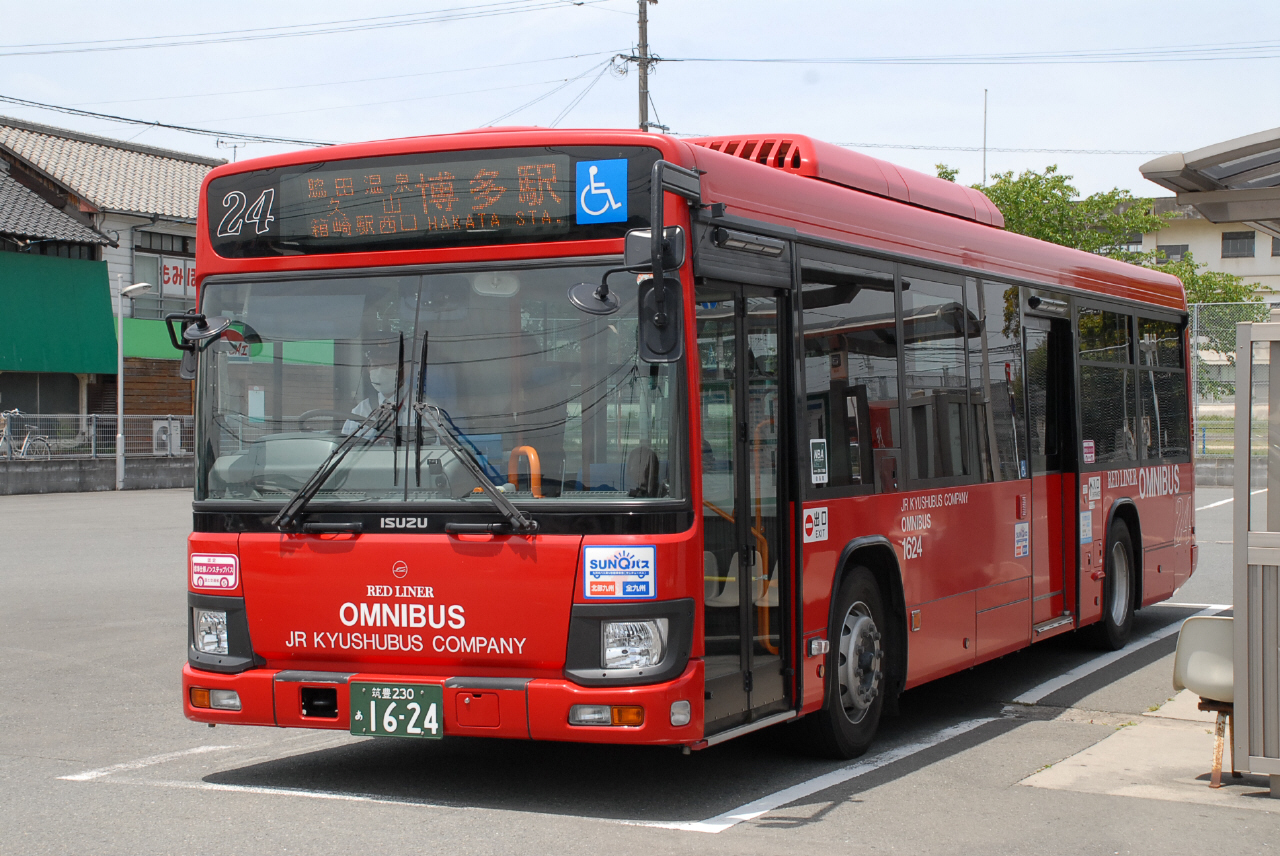
531-16624 2016年に導入された大型車
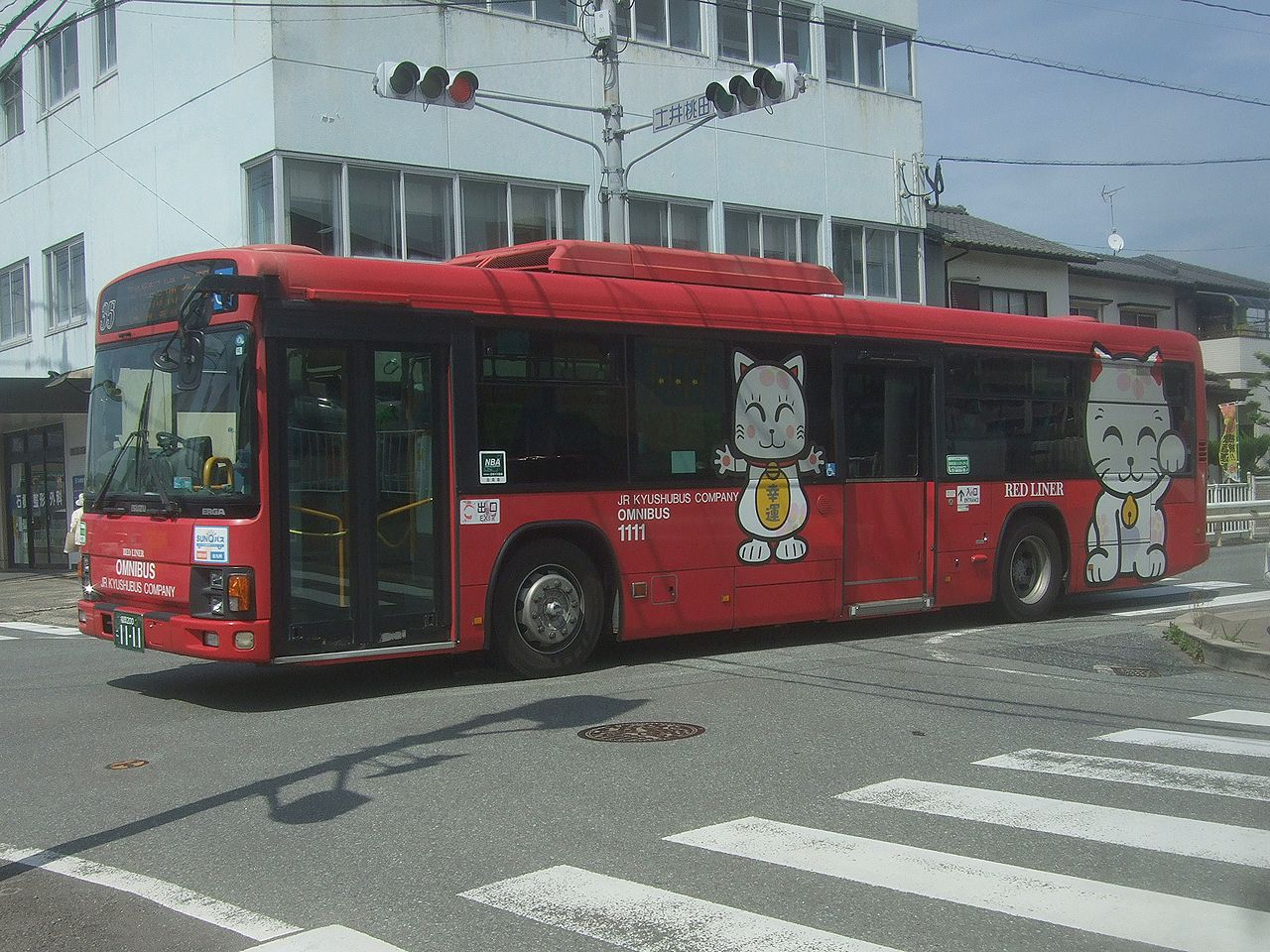
521-11611 宮若市旧若宮町の特産品「追い出し猫」のラッピングが施されている
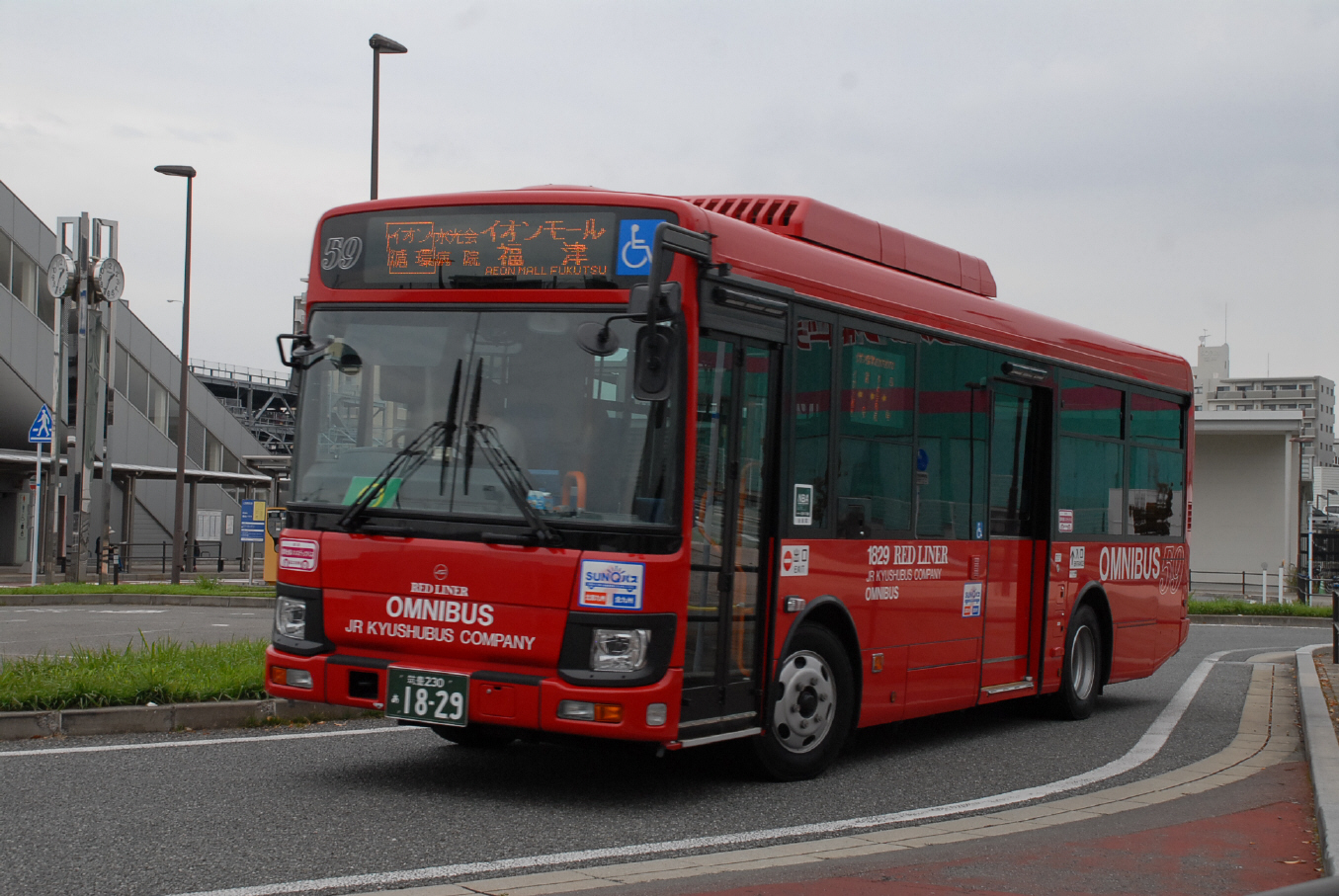
331-18629 イオンモール福津循環線に使用される中型車

過去の車両

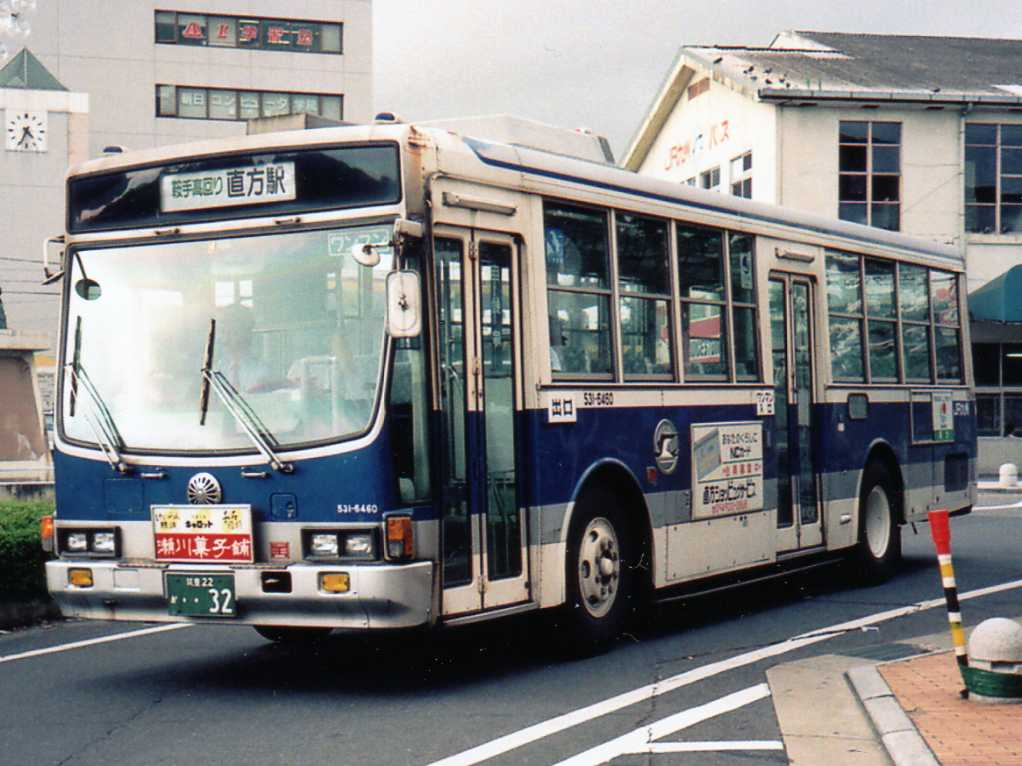
531-6460 国鉄時代に導入された車両であり引退するまで国鉄バス色のままであった。現在は有志により動態保存されている
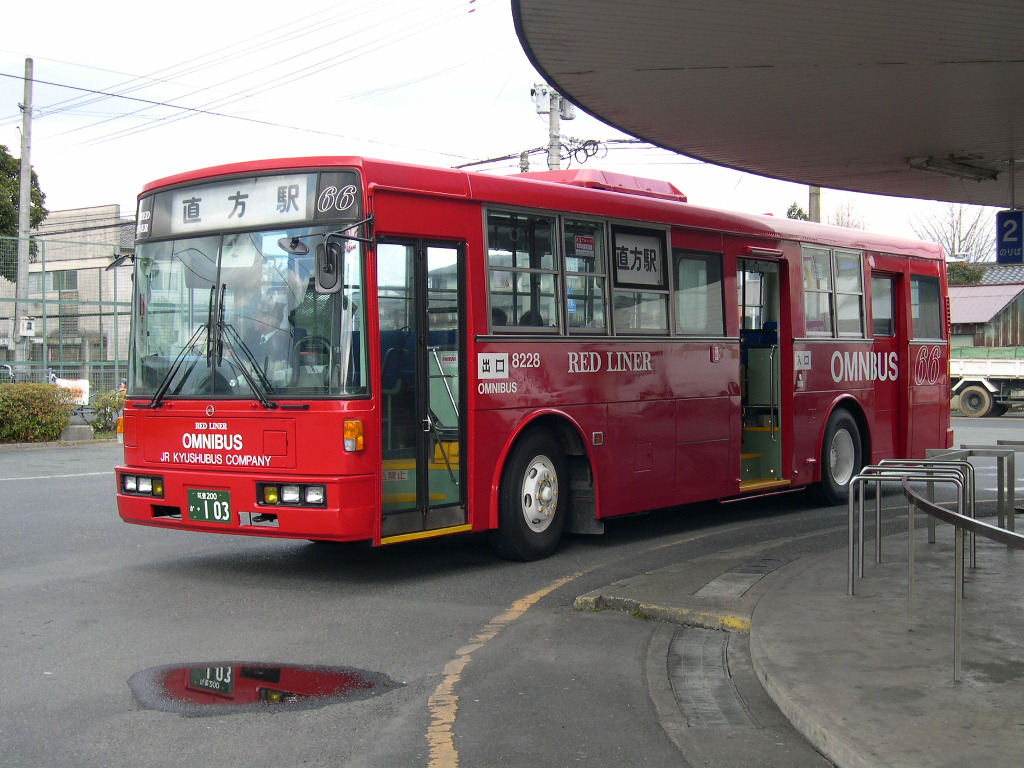
528-2428 他社から移籍した3扉車
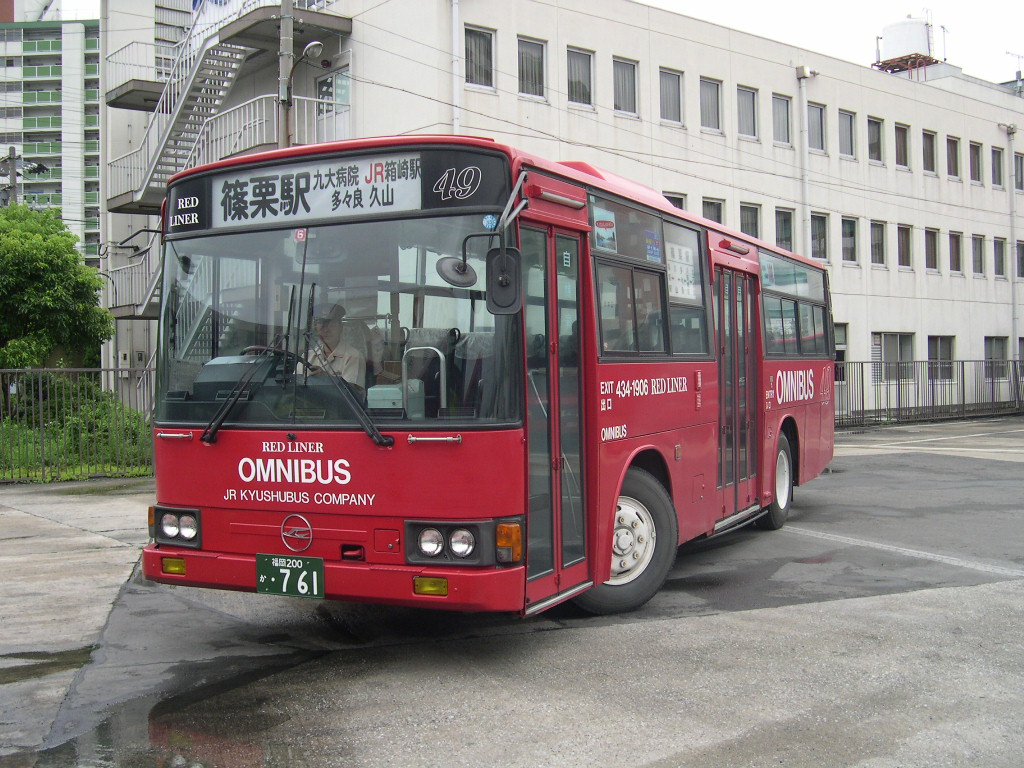
434-1906 博多 - 久山 - 篠栗間の運用に入った9m大型車
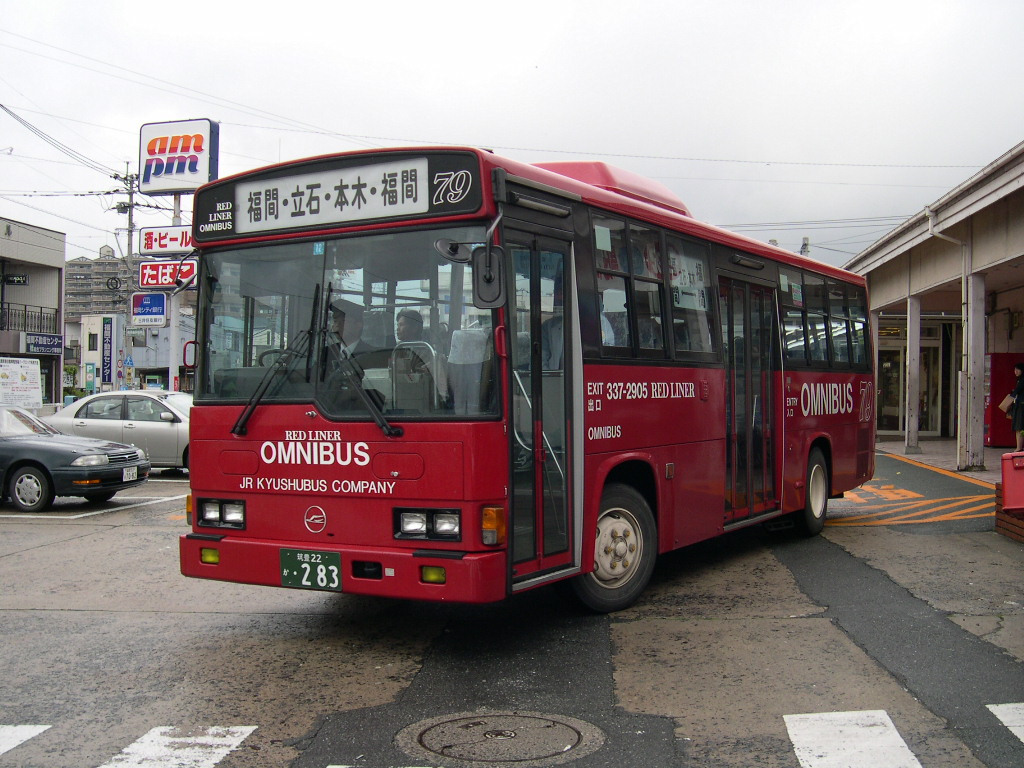
337-2905 福間線の運用に入った中型車
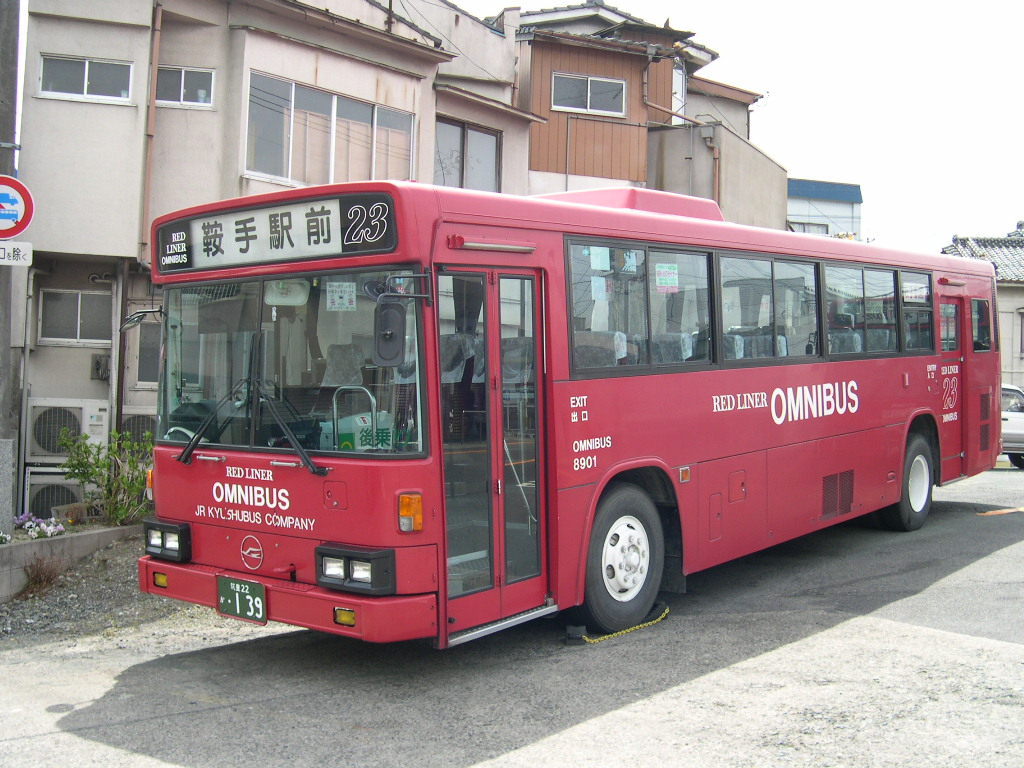
541-8901 前後扉で座席がリクライニングシートとなっている